# 埃贝尔号炮舰
“埃贝尔”号炮舰（德語：SMS Eber）是第一次世界大战爆发前后德意志帝国海军黑鼬级六艘炮舰中的最后一艘。同舰级其他几艘分别是“伊尔蒂斯”号、“卢克斯”号、“虎”号、“美洲虎”号和“豹”号。这些舰只建于1898年至1903年间，主要在海外的德国殖民地服役。

## 设计
“埃贝尔”号总长66.9（219英尺），舷宽9.7米（32英尺），舰首吃水3.54米（11.6英尺），满载排水1,193公噸（1,174長噸；1,315短噸）。与同级舰中的其他几艘不同，“埃贝尔”号与另外一艘具有垂直的首柱。该舰的推进系统由一对立式三胀蒸汽机组成，每台蒸汽机驱动一具螺旋桨，蒸汽由四台燃煤舒尔茨-桑尼克罗夫特式锅炉提供。“埃贝尔”号在1,314匹公制馬力（1,296匹指示馬力）输出功率下最高时速可达14.3節（26.5每小時；16.5英里每小時）。该舰可以在9節（17每小時；10英里每小時）的航速下达到约3,400海里（6,300；3,900英里）的巡航半径。舰上通常配置有9名军官和121名士兵。火力方面，“埃贝尔”号装备了两门10.5（4.1英寸）SK L/40主炮，并携带有482发弹药。此外，舰上还配备了六挺机枪。

## 服役记录
“埃贝尔”号的龙骨于1902年在斯德丁的伏尔铿铺设，比其他五艘姊妹舰晚得多。该舰于1902年6月6日下水，并于同年9月15日受命加入德国舰队，开始海上试航。在完成了最初的测试之后，“埃贝尔”号在接下来的七年里一直处于停用状态。一艘崭新舰只长时间的待机引发德国议会介入并正式调查。为此，帝国海军办公室报告说，“埃贝尔”号原本被打算作为一艘后备舰艇，可以随时啟用以应对危机或替换损坏或损失的舰队舰只。然而当海军代表在国会会议期间作出这一报告时引来了笑声。
1910年初，“埃贝尔”号獲啟用，开始了第一段服役期，加入了其在非洲西海岸的姊妹舰“豹”号的行列。该舰于4月14日离开威廉港，7月14日抵达德属喀麦隆首府杜阿拉。该船在部署期间的活动的特点是定期访问非洲西海岸的港口以做武力展示。与其他分配到海外执勤的舰组员每两年轮替一次不同，本舰因驻扎区域热带气候的缘故，每年轮替一次。该舰还会定期前往加那利群岛和开普敦，让舰上船员得以从热带的炎热气候中得到喘息。在开普敦期间，本舰也会进行维修作业。1911年1月7日至3月6日，“埃贝尔”号在西班牙的加的斯进行年度大修。在返回西非的途中，该舰停靠在摩洛哥的卡萨布兰卡。此后，该舰于当年5月抵达杜阿拉，6月下旬回到摩洛哥海岸以取代在返回德国的途中临时停靠在此的“豹”号来应对阿加迪尔危机。“埃贝尔”号与轻巡洋舰“柏林”号在阿加迪尔一直待到了当年11月事件解决。在此期间仅有短暂离开前往在加那利群岛的拉斯帕尔马斯或圣克鲁斯补充煤炭和其他物资补给。离开摩洛哥后，两舰不得不在丹吉尔和卡萨布兰卡躲避风暴。
1912年1月下旬，“埃贝尔”号回到了杜阿拉，并在3月中旬继续南下到访德属西南非洲，最终在3月29日到达开普敦。舰长和大副因重病而不得不在开普敦下船回家，舰上指挥权临时被移交给高级值班军官以等待替补舰长到位。“埃贝尔”号在8月到9月期间在刚果河流域巡航并在当年晚些时候到访葡属刚果的卡宾达和比属刚果的博马。11月下旬因蒙罗维亚爆发骚乱，促使“埃贝尔“号前往那里保护德国利益。1913年2月上旬，“埃贝尔”号返回喀麦隆并计划进一步前往开普敦进行大修。然而前一年“豹”号的经验表明，将一艘炮舰带回德国进行大修比支付给外国船厂进行维护更划算，因此该计划被取消。为此，“埃贝尔”号于2月底离开喀麦隆返回德国并于5月和6月在威廉港进行大修作业。

### 第一次世界大战

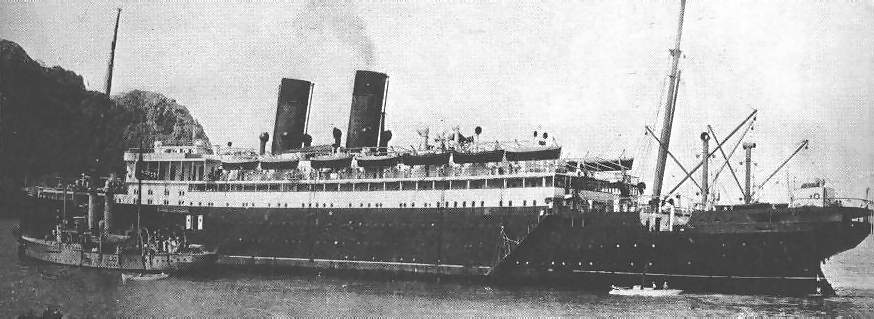
“特拉法尔加角”号客轮与“埃贝尔”号炮舰（左下）停靠在一起

一战前夕，“埃贝尔”号被派往西非水域。在抵达开普敦时，该舰收到了即将与英国爆发战争的消息并立即启航以避免被俘。1914年8月1日，即正式开战前三天，该舰抵达德属西南非洲。在吕德里茨补充燃煤后，该舰启程前往南美水域，准备承担战时职责。在巴西特林达德岛附近，该舰与德国客轮“特拉法尔加角”号汇合，并将舰上的枪支、大部分弹药和一些船员转移到客轮上，将后者改装为武装商船。1917年10月16日，当巴西加入对德战争时，“埃贝尔”号在巴西被拘留并在巴伊亚州萨尔瓦多被舰员凿沉。

## 脚注

### 引文
1. 1 2 3  顾慧丽 1998，第104頁.
2. ↑  上海交通大学《英汉机电工程词典》编辑部 2001，第167頁.
3. 1 2 3  邢来顺 2019，第500頁.
4. ↑  章骞 2013，第148頁.
5. 1 2  近现代国际关系史研究 第6辑 2014，第218頁.
6. 1 2 3 4  章骞 2013，第91頁.
7. ↑  刘怡 & 阎京生 2011，第24頁.
8. ↑  崔华杰 2016，第30頁.
9. ↑  . 澎湃新闻. 2016-06-22  [2020-01-23]. （原始内容存档于2016-08-04） （中文（中国大陆））.
10. ↑  . www.sohu.com. 2018-10-16  [2020-01-23]. （原始内容存档于2020-12-27） （中文（中国大陆））.
11. ↑  中宣部宣传教育局 & 教育部基础教育司 2007，第52頁.
12. ↑  武汉地方志编纂委员会 1992，第435頁.
13. ↑  《水运技术词典》编委员会 1987，第115頁.
14. ↑  布鲁斯·泰勒 2021，第236頁
15. 1 2  Gröner，第142–143頁.
16. ↑  Lyon，第260頁.
17. 1 2  Hildebrand, Röhr, & Steinmetz，第280頁.
18. ↑  Hildebrand, Röhr, & Steinmetz，第280–281頁.
19. ↑  章骞 2013，第147頁.
20. ↑  Hildebrand, Röhr, & Steinmetz，第281–282頁.